# Eddie Eagan
Edward Patrick Francis Eagan detto Eddie (Denver, 26 aprile 1897 – Rye, 14 giugno 1967) è stato un pugile e bobbista statunitense.
Campione olimpico nel pugilato e nel bob, è stato uno dei quattro atleti capaci di vincere una medaglia sia ai Giochi olimpici estivi che ai Giochi olimpici invernali in due discipline diverse.

## Biografia
Di umili origini, Eagan studiò giurisprudenza all'Università Yale, Harvard e poi ad Oxford, e in seguito divenne un avvocato di successo. Fu colonnello dell'esercito degli Stati Uniti durante la Seconda guerra mondiale. In gioventù Eagan praticò il pugilato a livello amatoriale mentre era studente universitario. Nel 1919 vinse il titolo nazionale statunitense AAU dei pesi massimi. Nel 1920 vinse la medaglia d'oro nella categoria mediomassimi alle Olimpiadi di Anversa. In seguito vinse anche un titolo amatoriale in Gran Bretagna. Partecipò anche alle successive Olimpiadi di Parigi nel 1924, nei pesi massimi, ma fu eliminato al primo turno.
Eagan tornò ai Giochi olimpici otto anni più tardi, nel 1932, come membro del bob a quattro guidato da Billy Fiske ai Giochi invernali di Lake Placid. Completavano il quartetto di USA 1 Clifford Gray e Jay James O'Brien. Fiske fece segnare il miglior tempo nelle prime tre manche, e il secondo dietro a USA 2 nella quarta e ultima discesa, concludendo al primo posto con il tempo complessivo di 7"53'68. Per Eagan era la seconda medaglia d'oro olimpica, che lo rese il primo atleta ad aver vinto il titolo olimpico sia in una disciplina estiva sia in uno sport invernale. Pure lo svedese Gillis Grafström vinse la medaglia d'oro sia ai Giochi olimpici estivi del 1920 sia ai I Giochi olimpici invernali, ma sempre nella stessa disciplina, il pattinaggio di figura. L'impresa di Eagan tuttavia riuscì anche a Jacob Tullin Thams (vela e salto con gli sci) e, anni dopo, anche a due donne Christa Luding e Clara Hughes (ciclismo e pattinaggio di velocità),
Morì a Rye all'età di 70 anni. Fu inserito nella U.S. Olympic Hall of Fame nel 1983, l'anno in cui venne istituita. In suo onore, il 6 luglio 1990 venne emesso negli Stati Uniti un francobollo commemorativo da 25 centesimi.

## Palmarès
- Giochi olimpici estivi: 1 medaglia
  - 1 oro (1920: pugilato pesi mediomassimi)
- Giochi olimpici invernali: 1 medaglia
  - 1 oro (1932: bob a quattro)